# Juan Gutiérrez Moreno
Juan Gutiérrez Moreno známý též jako Juanito (* 23. červenec 1976, Cádiz) je bývalý španělský fotbalista. Nastupoval povětšinou na postu středního obránce.
Ve španělské fotbalové reprezentaci působil v letech 2002-2008 a odehrál 26 utkání, v nichž vstřelil 3 góly. Stal se s ní mistrem Evropy roku 2008. Na tomto šampionátu nastoupil v jednom utkání.
S klubem Atlético Madrid vyhrál Evropskou ligu 2009/10 a Superpohár UEFA 2010. S Betisem Sevilla získal španělský pohár.